# Pardosa subproximella
Pardosa subproximella este o specie de păianjeni din genul Pardosa, familia Lycosidae. A fost descrisă pentru prima dată de Strand, 1906.
Este endemică în Etiopia. Conform Catalogue of Life specia Pardosa subproximella nu are subspecii cunoscute.